# Streckerspinnen
Die Streckerspinnen (Tetragnathidae), auch Kieferspinnen oder Dickkieferspinnen (nicht mit der gleichnamigen und zu dieser Familie zählenden Gattung der Dickkieferspinnen (Pachygnatha) zu verwechseln) genannt, sind eine Familie der Echten Webspinnen aus der Überfamilie der Radnetzspinnen (Araneoideae). Die Familie umfasst 50 Gattungen und 985 Arten. (Stand: Juni 2020)
Namensgebend ist die mit rund 330 Arten größte Gattung der Eigentlichen Streckerspinnen (Tetragnatha). Der Name leitet sich von den auffälligen Cheliceren ab. Sie sind größer als der Augenbereich und stehen von oben betrachtet divergierend deutlich über den Stirnrand hinaus. Das Grundglied ist verdickt und mit Widerhaken versehen. Die Giftklauen sind lang und dünn.
Die Streckerspinnen bauen Radnetze mit offener Nabe. Streckerspinnen leben fast ausnahmslos in Gewässernähe, auch an Küsten, Mooren, Sümpfen und feuchten Wäldern. Die Gattung der Dickkieferspinnen (Pachygnatha) ist etwas weniger eng an feuchte Lebensräume gebunden. Ihre Arten gehen im Erwachsenenalter zu einer netzlosen und jagenden Lebensweise über.

## Einheimische Gattungen und Arten
Die Familie der Streckerspinnen ist in den Tropen artenreich vertreten und auch in den Subtropen verbreitet. In Mitteleuropa kommen folgende Gattungen und Arten vor:
- Höhlenradnetzspinnen (Meta C. L. Koch, 1836)
- Herbstspinnen (Metellina Chamberlin & Ivie, 1941)
- Dickkieferspinnen (Pachygnatha Sundevall, 1823)
  - Pachygnatha clercki (Sundevall, 1823) – holoarktisch
  - Pachygnatha clerckoides (Wunderlich, 1985) – Balkan
  - Pachygnatha degeeri (Sundevall, 1830) – paläarktisch
  - Pachygnatha listeri (Sundevall, 1830) – paläarktisch
  - Pachygnatha terilis (Thaler, 1991) – Schweiz, Österreich, Italien
- Eigentliche Streckerspinnen (Tetragnatha Latreille, 1804)

## Systematik
Der World Spider Catalog listet für die Streckerspinnen aktuell 50 Gattungen und 982 Arten. (Stand: Juni 2020)
- Alcimosphenus Simon, 1895
  - Alcimosphenus licinus Simon, 1895
- Allende Álvarez-Padilla, 2007
- Antillognatha Bryant, 1945
  - Antillognatha lucida Bryant, 1945
- Atelidea Simon, 1895
  - Atelidea spinosa Simon, 1895
- Azilia Keyserling, 1881
- Chrysometa Simon, 1894
- Cyrtognatha Keyserling, 1881
- Dianleucauge Song & Zhu, 1994
  - Dianleucauge deelemanae Song & Zhu, 1994
- Diphya Nicolet, 1849
- Dolichognatha O. Pickard-Cambridge, 1869
- Doryonychus Simon, 1900
  - Doryonychus raptor Simon, 1900
- Dyschiriognatha Simon, 1893
- Glenognatha Simon, 1887
- Guizygiella Zhu, Kim & Song, 1997
- Harlanethis Álvarez-Padilla, Kallal & Hormiga, 2020[2]
- Hispanognatha Bryant, 1945
  - Hispanognatha guttata Bryant, 1945
- Homalometa Simon, 1897
- Iamarra Álvarez-Padilla, Kallal & Hormiga, 2020[2]
- Leucauge White, 1841
- Mecynometa Simon, 1894
- Mesida Kulczyński, 1911
- Meta C. L. Koch, 1836
- Metabus O. Pickard-Cambridge, 1899
- Metellina Chamberlin & Ivie, 1941
- Metleucauge Levi, 1980
- Mitoscelis Thorell, 1890
  - Mitoscelis aculeata Thorell, 1890
- Mollemeta Álvarez-Padilla, 2007
  - Mollemeta edwardsi (Simon, 1904)
- Nanningia Zhu, Kim & Song, 1997
  - Nanningia zhangi Zhu, Kim & Song, 1997
- Nanometa Simon, 1908
  - Nanometa gentilis Simon, 1908
- Neoprolochus Reimoser, 1927
  - Neoprolochus jacobsoni Reimoser, 1927
- Okileucauge Tanikawa, 2001
- Opadometa Archer, 1951
- Opas O. Pickard-Cambridge, 1896
- Orsinome Thorell, 1890
- Pachygnatha Sundevall, 1823
- Parameta Simon, 1895
- Parazilia Lessert, 1938
  - Parazilia strandi Lessert, 1938
- Pholcipes Schmidt & Krause, 1993
  - Pholcipes bifurcochelis Schmidt & Krause, 1993
- Pickardinella Archer, 1951
  - Pickardinella setigera (F. O. Pickard-Cambridge, 1903)
- Pinkfloydia Dimitrov & Hormiga, 2011
  - Pinkfloydia harveii Dimitrov & Hormiga, 2011
- Sancus Tullgren, 1910
- Schenkeliella Strand, 1934
  - Schenkeliella spinosa (O. Pickard-Cambridge, 1870)
- Taraire Álvarez-Padilla, Kallal & Hormiga, 2020[2]
- Tawhai Álvarez-Padilla, Kallal & Hormiga, 2020[2]
- Tetragnatha Latreille, 1804
- Timonoe Thorell, 1898
  - Timonoe argenteozonata Thorell, 1898
- Tylorida Simon, 1894
- Wolongia Zhu, Kim & Song, 1997
- Zhinu Kallal & Hormiga, 2018[3]
- Zygiometella Wunderlich, 1995
  - Zygiometella perlongipes (O. Pickard-Cambridge, 1872)

Nicht mehr als eigenständige Gattungen in dieser Familie:
- Eryciniolia Strand, 1912 wurde 2020 als Synonym zu Nanometa gestellt. Ihre einzige Art Eryciniolia purpurapunctata (Urquhart, 1889) heißt nun Nanometa purpurapunctata.[2]
- Menosira Chikuni, 1955 ist seit 2018 ein Synonym von Metella. Die einzige Art der ehemals monotypischen Gattung, Menosira ornata Chikuni, 1955, heißt nun Metella ornata.[3]
- Prolochus Thorell, 1895 ist seit 2018 ein Synonym von Dolichognatha. Die Arten Prolochus junlitjri und Prolochus longiceps sind nun als Dolichognatha junlitjri und Dolichognatha longiceps bekannt.[3]